# Castello di Mornico Losana
Il Castello di Mornico Losana è una fortificazione situata nel comune italiano di Mornico Losana, in provincia di Pavia. L'edificio è posto a 350 m s.l.m. sull'altura che sovrasta il borgo, si trova nell'Oltrepò Pavese, su un crinale che fa da spartiacque tra la val Sorda e la valle del Verzate, con ottima visibilità della pianura Padana.

## Storia
Mornico è citato tra i luoghi che nel 1164 l'imperatore Federico I concesse alla città di Pavia, tutti luoghi fortificati e dotati di autonoma amministrazione. Fu incluso dai Pavesi nella podesteria o squadra di Montalto, infeudata ai Belcredi (una famiglia aristocratica di parte ghibellina di Pavia), che ne costruirono o più probabilmente ricostruirono il castello, con funzioni di avamposto verso la pianura rispetto al castello principale di Montalto, da qui ben visibile. Subisce nei secoli vari assalti e viene assegnato dagli Sforza a varie famiglie piacentine. Seguì le sorti di Montalto nei successivi passaggi: agli Strozzi, ai Taverna e al definitivo ritorno ai Belcredi, con la dominazione spagnola, che nel XVIII secolo presero anche il titolo di marchesi di Mornico, ne mantennero il possesso fino alla prima metà del XIX secolo trasformando il borgo fortificato in un maniero. All'inizio del XIX secolo il castello diviene proprietà del marchese Doria, poi a quelle dei Brignole. Nel 1880, il castello passa nelle mani dei De Filippi, che successivamente lo alienano, al professor Lorini. Oggi è una struttura alberghiera destinata a location per l'organizzazione di ricevimenti di nozze e convegni.

## Struttura
Anticamente vi era solo una torre in pietra con la funzione di avvistamento, grazie alla sua posizione privilegiata con vista sulla pianura Padana. Attualmente si presenta come un palazzo di abitazione, venne ristrutturato come casa-forte all’inizio del 1700, e fu trasformato in un maniero con una torre merlata, che risale alla fine del XIX secolo, e una struttura muraria con loggette e rientranze. D’epoca medievale sono rimasti solo i basamenti perimetrali dei sotterranei.